# フェリーなみじ
フェリーなみじは、九州商船が運航していたフェリー。

## 概要
神田造船所川尻工場で建造され、1987年12月7日に航路に就航した。
2025年4月時点で、本船は就航から37年が経過しており、定期航路で就航しているフェリーとしては日本国内で最も古い船であった。車両積み込みのために観音開きになる船首部構造が特徴。
2025年3月18日、フェリーなみじに替わる形でフェリーニューこしきが就航することが発表された。2025年5月29日をもって定期航路から退いたが、その後についての発表はなされていない。

### 就航航路
- 佐世保港 - 有川港

佐世保港を起点に1日2往復を運航していた。
- 佐世保港 - 有川港 - 小値賀島 - 宇久島

同じく上五島航路に就航しているいのりのドック期間中は、小値賀島、宇久島へ延長運航され、1日1往復していた。

## 設計
全通船楼甲板型の自動車渡船兼旅客船である。減揺装置としてフィンスタビライザー、アンチローリングタンクを装備する。船内電源は、ダイハツ製原動機（360PS）を動力とする大洋電機製発電機（300kVA）を3セット搭載している。

## 船内

### 船室
- 1等室
- 2等指定室
- 2等室

### 設備
- 売店 - 現在は営業を行っていない。
- 自動販売機

## 事故・インシデント

### 漁船との衝突
1989年7月17日、15時4分、定刻から約1時間30分遅れで宇久島の平港から佐世保港に向かっていた本船は、平港南防波堤灯台の南南東1,700mの地点で、青方港へ向かっていた漁船第八十八新東丸と衝突した。ほぼ停止した本船の左舷船首部に新東丸の右舷船首部が後方から約45度の角度で衝突、本船は左舷船首部の外板に長さ約3m、幅約40cmの凹損を生じ、新東丸は右舷側船首部のブルワークに長さ約6mにわたって曲損を生じた。当時、天候は霧で風がほとんどなく、視程は約200mと悪化していた。事故原因は新東丸が、霧中信号を吹鳴せず、航海灯を点灯しないまま過大な速力で航行し、レーダー監視が不十分であったことで発生したが、本船がレーダーで探知した新東丸と著しく接近することが避けられない状況となったとき、必要に応じて停止する措置が遅れたことも一因とされた。

### 桟橋との衝突
2020年12月21日夜、佐世保港の鯨瀬ターミナルに到着したなみじが着岸作業中の操船ミスによって桟橋にある車両乗り降り用可動橋に衝突。船首部外板が凹むなどした。また、可動橋も先端部が破損し、翌2021年3月10日の修繕完了までの間、同桟橋を使うすべての運航船において車両の乗り降りができない状態が続いた。

#### 事故の影響
離島である宇久島(佐世保市宇久町)のごみ運搬車が、佐世保市本土と往復することが困難となった。島のごみ処理施設は事故の数ヶ月前に経費削減などを理由として廃止、フェリーを用いて佐世保市本土のごみ処理施設に運んで処理する仕組みになったばかりだった。
島のごみ処理施設を再稼動することも難しく、苦肉の策として、宇久島から博多港行きのフェリーにごみ運搬車を載せ、博多港から陸路で佐世保市へ運ぶ処置がなされ、結果的に多くのコストが発生する事態となった。